# بينغي كومبتون
بينغي كومبتون (بالإنجليزية: Benji Compton؛ بالإسبانية: Benji Compton) هو متسابق دراجات نارية بريطاني وإسباني، ولد في 17 سبتمبر 1986 في تنريفي في إسبانيا.